# 洪巴赫河 (施特倫德河支流)
51°00′00″N 7°10′13″E / 51.00005039°N 7.1702823°E

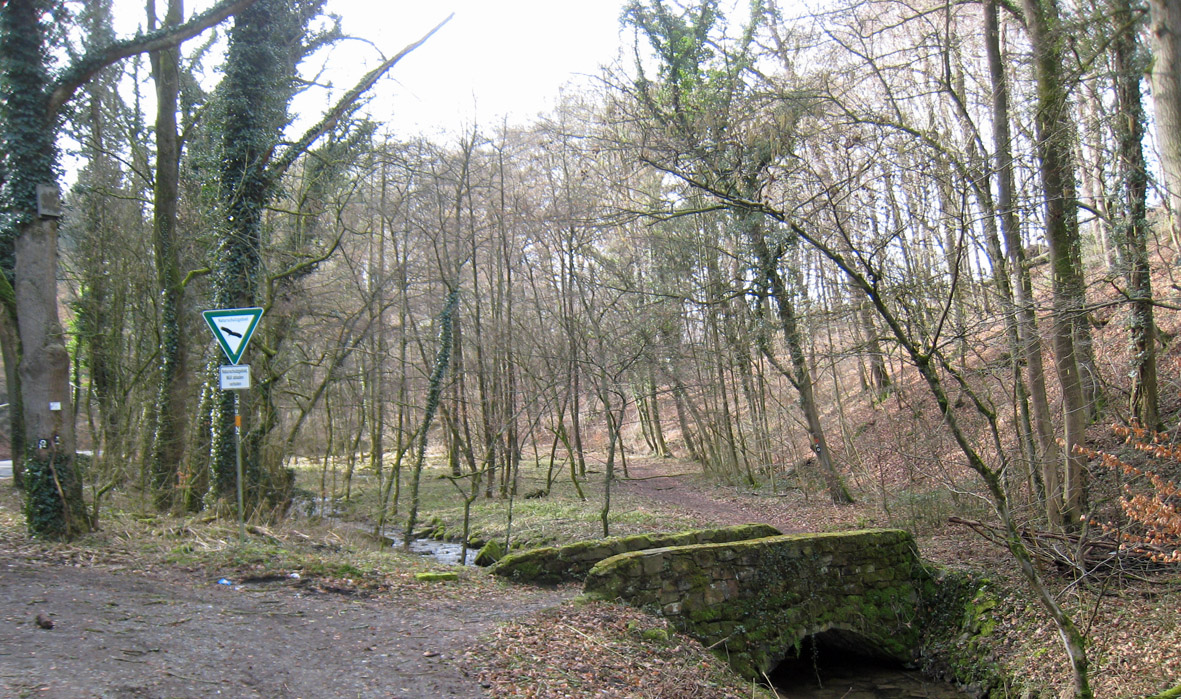
洪巴赫河（施特倫德河支流）

洪巴赫河（德語：Hombach），是德國的河流，位於該國西部，處於北萊茵-威斯特法倫州，屬於施特倫德河的左支流，河道全長2.4公里，流域面積1.5平方公里。